# Вальпараисо (Антьокия)
Вальпараи́со (исп. Valparaíso) — город и муниципалитет на западе Колумбии, на территории департамента Антьокия. Входит в состав субрегиона Юго-западная Антьокия.

## История
Поселение, из которого позднее вырос город, было основано 23 августа 1860 года. Муниципалитет Вальпараисо был выделен в отдельную административную единицу в 1864 году.

## Географическое положение

Муниципалитет Вальпараисо

Город расположен в южной части департамента, в гористой местности Западной Кордильеры, к западу от реки Каука, на расстоянии приблизительно 65 километров к югу от Медельина, административного центра департамента. Абсолютная высота — 1348 метров над уровнем моря.

Муниципалитет Вальпараисо граничит на севере и северо-востоке с муниципалитетом Ла-Пинтада, на западе — с муниципалитетом Тамесис, на юге — с муниципалитетом Караманта, на востоке — с территорией департамента Кальдас. Площадь муниципалитета составляет 130 км².

## Население
По данным Национального административного департамента статистики Колумбии, совокупная численность населения города и муниципалитета в 2012 году составляла 6227 человек.
Динамика численности населения муниципалитета по годам:
| 2005 | 2006 | 2007 | 2008 | 2009 | 2010 | 2011 | 2012 |
| ---- | ---- | ---- | ---- | ---- | ---- | ---- | ---- |
| 6324 | 6329 | 6312 | 6299 | 6284 | 6262 | 6246 | 6227 |

Согласно данным переписи 2005 года мужчины составляли 49,4 % от населения Вальпараисо, женщины — соответственно 50,6 %. В расовом отношении белые и метисы составляли 95,7 % от населения города; индейцы — 3,7 %; негры, мулаты и райсальцы — 0,6 %.
Уровень грамотности среди всего населения составлял 85,9 %.

## Экономика
Основу экономики Вальпараисо составляет сельскохозяйственное производство.

50,5 % от общего числа городских и муниципальных предприятий составляют предприятия торговой сферы, 40 % — предприятия сферы обслуживания, 8,9 % — промышленные предприятия, 0,6 % — предприятия иных отраслей экономики.